# Арошидзе, Юрий Васильевич
Ю́рий Васи́льевич Ароши́дзе (9 июля 1929, Нальчик — 6 ноября 2010, Санкт-Петербург) — советский волейболист, игрок сборной СССР (1960), инженер, конструктор. Чемпион мира 1960, двукратный чемпион СССР. Нападающий. Мастер спорта СССР (1956). Заслуженный мастер спорта СССР (1991). Кандидат технических наук (1975), заслуженный машиностроитель РФ (1995).

## Биография
Окончил Ленинградский политехнический институт. С 1954 года работал инженером-конструктором отдела турбогенераторов, заместителем директора ВНИИ «Электромаш» (1970—1978), главным инженером (1978—1998) Объединения «Электросила». Участвовал в создании электрических машин различного назначения, в том числе турбогенераторов. Позднее — помощник генерального директора, председатель совета директоров ОАО «Электросила». Автор научных работ и изобретений. Тема кандидатской диссертации — «Проблемы охлаждения обмоток роторов мощных турбогенераторов».
Волейболом серьёзно начал заниматься на первом курсе вуза, в Ленинграде, получив сначала отказ даже в приёме в секцию волейбола, затем прошёл путь от четвёртой до первой вузовской команды «Политехник» (1949—1955). Окончив вуз, уже работая инженером, выступал за ленинградский «Спартак». В 1957 году получил травму правой руки (принимая подачу Юрия Пояркова выбил указательный палец и надорвал связки) и играл с незалеченной травмой.
Чемпион СССР (1957), бронзовый призёр союзных первенств (1958). Чемпион (1959) и бронзовый призёр (1956) Спартакиад народов СССР в составе сборной Ленинграда.
В составе сборной СССР в 1960 году стал чемпионом мира.
Умер 6 ноября 2010 года. Похоронен на Южном кладбище.

## Признание
«Работа так отвлекала меня от мыслей о волейболе и отнимала столько нервной энергии, что на предматчевые волнения её уже не оставалось»

## Награды и звания
- орден Трудового Красного Знамени;
- орден «Знак Почёта»;
- медаль «За доблестный труд. В ознаменование 100-летия со дня рождения Владимира Ильича Ленина»;
- медаль «За трудовую доблесть»;
- Заслуженный мастер спорта СССР;
- Заслуженный машиностроитель Российской Федерации;[4]
- Ветеран труда.